# Sorges
Sorges – miejscowość i dawna gmina we Francji, w regionie Nowa Akwitania, w departamencie Dordogne. W dniu 1 stycznia 2016 roku z połączenia dwóch ówczesnych gmin – Ligueux oraz Sorges – utworzono nową gminę Sorges et Ligueux en Périgord. Siedzibą gminy została miejscowość Sorges. W 2013 roku populacja Sorges wynosiła 1334 mieszkańców. 